# Hortolândia
Hortolândia es un municipio brasileño del Estado de São Paulo. Se localiza en la Región Metropolitana de Campinas, en la microrregión de Campinas en las coordenadas 22°51′30″S 47°13′12″O / -22.85833, -47.22000. El principal acceso a la ciudad es por la Carretera de los Bandeirantes a la altura del kilómetro 103. Su población según el Censo de 2022 (IBGE) era de 236.641 habitantes, siendo la 38.ª más poblada de São Paulo. Forma parte del llamado “Complejo Metropolitano Ampliado”, que cuenta con más de 29 millones de habitantes y representa aproximadamente el 75 por ciento de la población del estado. Las regiones metropolitanas de Campinas y São Paulo ya forman la primera macrometrópolis del hemisferio sur.
Hortolândia fue fundada en 1991, separándose de Sumaré, y su ubicación privilegiada y proximidad a los principales polos industriales del país hicieron que el municipio experimentara un rápido desarrollo demográfico e industrial, que ya venía ocurriendo desde antes de la emancipación, siendo considerado un polo tecnológico, actualmente contando con representación de varias empresas con parámetros tecnológicos muy avanzados. Estas actividades hacen que la ciudad tenga el 89º mayor PIB de Brasil, y también tenga varios campus de universidades de renombre, como el Instituto Federal de São Paulo (IFSP) y el Centro Universitario Adventista de São Paulo (UNASP).

## Límites
- Norte - Sumaré
- Sur y Oeste - Monte Mor
- Este - Campinas